# Menden (Sauerland)

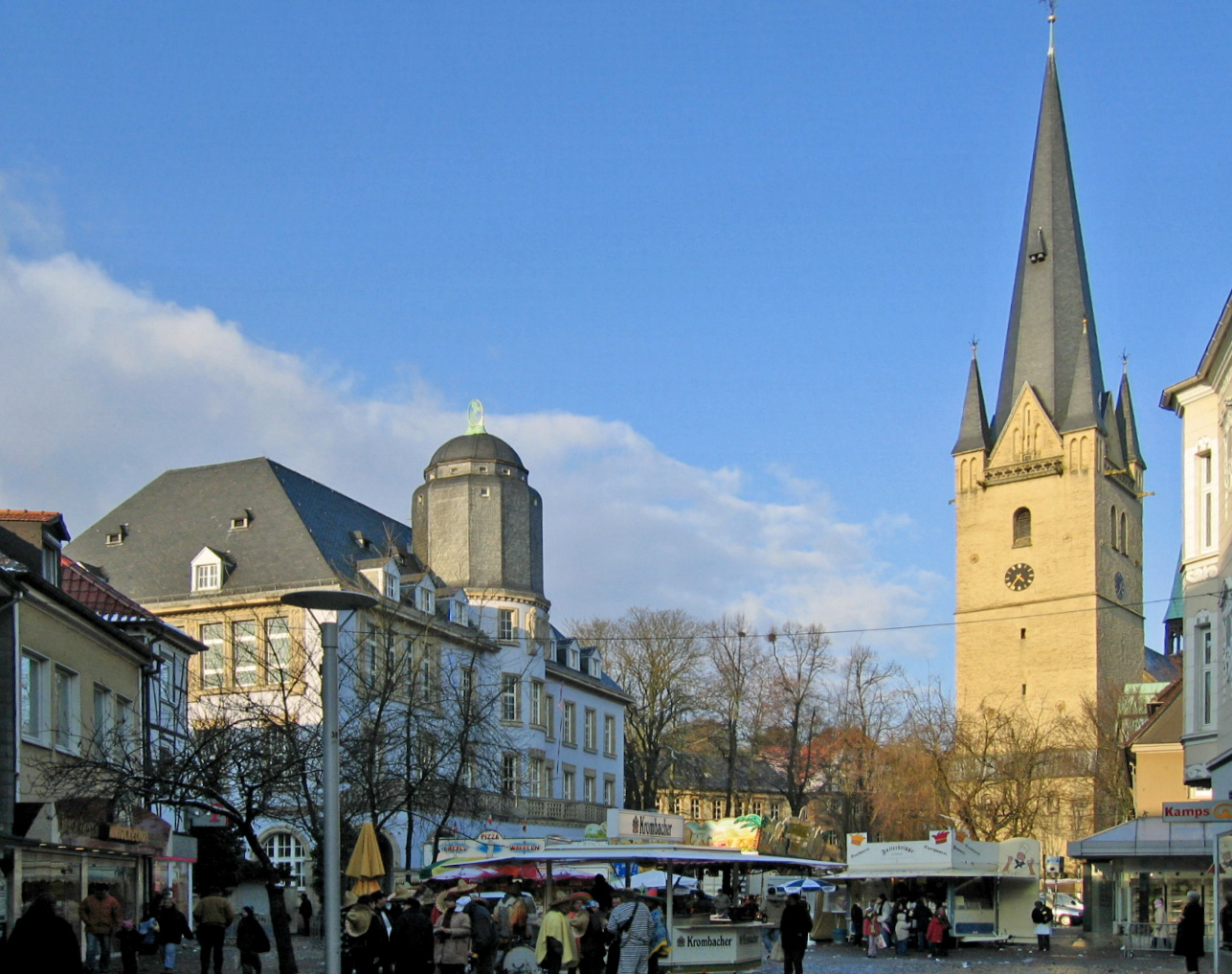
Menden.

Menden (Sauerland), ciudad de Renania del Norte-Westfalia, República Federal de Alemania (RFA).

## Historia
Las primeras iglesias de Menden se construyeron en el siglo IX. A partir de 1180, el área alrededor de Menden fue parte de la región de Colonia, sin embargo, como estaba en la frontera con el condado de Mark, a menudo se peleaba por propieddes de la región. En 1276, recibió los derechos de ciudad. La industrialización comenzó temprano: en 1695 la producción de agujas fue la primera industria, seguida más tarde por productos de piedra caliza como el cemento. En 1816 Menden fue incluido dentro de Prusia, luego de haber sido parte de Hesse durante 13 años. En 1975, la ciudad se fusionó con varios municipios anteriormente independientes, por lo que creció tanto en área como en población.